# Ciclismo en los Juegos Olímpicos de París 2024 – Persecución por equipos femenino
La prueba de ciclismo en pista de persecución por equipos femenino en los Juegos Olímpicos de París se llevó a cabo en París, Francia desde el 6 al 7 de agosto de 2024 en el Velódromo de Saint-Quentin-en-Yvelines de la ciudad de París.

## Formato de competición
Esta disciplina consta de dos fases: una primera fase de clasificación y una segunda fase de finales. La prueba de persecución por equipos en el ciclismo de pista es una carrera de persecución que enfrenta a dos cuartetos de ciclistas. Los equipos toman la salida en dos puntos opuestos de la pista y recorren una distancia de 4 km. Gana el equipo que registre mejor tiempo cronometrándose el paso de la quinta rueda del equipo por la meta o aquel cuyo tercer corredor relegue al tercer corredor del conjunto contrario.

## Horario
Todos los horarios están en UTC tiempo de Francia (+1 GMT)
| Fecha                         | Tiempo | Evento        |
| ----------------------------- | ------ | ------------- |
| Martes 6 de agosto de 2024    | 10:30  | Clasificación |
| Miércoles 7 de agosto de 2024 | 06:52  | Primera ronda |
| Miércoles 7 de agosto de 2024 | 11:57  | Finales       |

## Resultados

### Clasificación
- Las clasificaciones finalizaron de la siguiente forma:[4]

| Clasificación | Clasificación  | Clasificación                                                         | Clasificación | Clasificación     |
| Posición      | País           | Ciclistas                                                             | Tiempo        | Vel. media (km/h) |
| ------------- | -------------- | --------------------------------------------------------------------- | ------------- | ----------------- |
| 1.º           | Nueva Zelanda  | Ally Wollaston Bryony Botha Emily Shearman Nicole Shields             | 4' 04.679"    | 58.853 Q          |
| 2.º           | Estados Unidos | Jennifer Valente Lily Williams Chloe Dygert Kristen Faulkner          | 4' 05.238"    | 58.718 Q          |
| 3.º           | Reino Unido    | Elinor Barker Josie Knight Anna Morris Jessica Roberts                | 4' 06.710"    | 58.368 Q          |
| 4.º           | Italia         | Letizia Paternoster Chiara Consonni Martina Fidanza Vittoria Guazzini | 4' 07.579"    | 58.163 Q          |
| 5.º           | Alemania       | Franziska Brauße Laura Süßemilch Lisa Klein Mieke Kröger              | 4' 08.313"    | 57.991 Q          |
| 6.º           | Australia      | Georgia Baker Sophie Edwards Chloe Moran Maeve Plouffe                | 4' 08.612"    | 57.922 Q          |
| 7.º           | Francia        | Clara Copponi Valentine Fortin Marion Borras Marie Le Net             | 4' 08.797"    | 57.879 Q          |
| 8.º           | Canadá         | Maggie Coles-Lyster Sarah Van Dam Erin Attwell Ariane Bonhomme        | 4' 12.205"    | 57.096 Q          |
| 9.º           | Irlanda        | Lara Gillespie Mia Griffin Kelly Murphy Alice Sharpe                  | 4' 12.447"    | 57.042            |
| 10.º          | Japón          | Yumi Kajihara Tsuyaka Uchino Mizuki Ikeda Maho Kakita                 | 4' 13.818"    | 56.734            |

Regla de clasificación: Los equipos clasificados del 1.º al 8.º se clasificaron para la final; el resto fueron eliminados.

### Primera ronda
- Las clasificaciones de primera ronda finalizaron de la siguiente forma:[5]

| Clasificación | Clasificación | Clasificación  | Clasificación                                                       | Clasificación | Clasificación     |
| Serie         | Posición      | País           | Ciclistas                                                           | Tiempo        | Vel. media (km/h) |
| ------------- | ------------- | -------------- | ------------------------------------------------------------------- | ------------- | ----------------- |
| 1             | 1             | Francia        | Clara Copponi Valentine Fortin Victoire Berteau Marion Borras       | 4' 08.292"    | 57.996            |
| 1             | 2             | Australia      | Georgia Baker Alexandra Manly Sophie Edwards Maeve Plouffe          | 4' 09.975"    | 57.606            |
| 2             | 1             | Alemania       | Franziska Brauße Laura Süßemilch Lisa Klein Mieke Kröger            | 4' 07.908"    | 58.086            |
| 2             | 2             | Canadá         | Maggie Coles-Lyster Sarah van Dam Erin Attwell Ariane Bonhomme      | 4' 10.471"    | 57.492            |
| 3             | 1             | Estados Unidos | Jennifer Valente Lily Williams Chloe Dygert Kristen Faulkner        | 4' 04.629"    | 58.865 QG         |
| 3             | 2             | Reino Unido    | Elinor Barker Josie Knight Anna Morris Jessica Roberts              | 4' 04.908"    | 58.798 QB         |
| 4             | 1             | Nueva Zelanda  | Ally Wollaston Bryony Botha Emily Shearman Nicole Shields           | 4' 04.818"    | 58.819 QG         |
| 4             | 2             | Italia         | Elisa Balsamo Letizia Paternoster Martina Fidanza Vittoria Guazzini | 4' 07.491"    | 58.184 QB         |

QG: Calificado para el oro.

QB: Calificado para el bronce.

### Finales
- Los resultados finalizaron de la siguiente forma:[6]

| Posición | País           | Ciclistas                                                       | Tiempo     | Vel. media (km/h) |
| -------- | -------------- | --------------------------------------------------------------- | ---------- | ----------------- |
|          | Estados Unidos | Jennifer Valente Lily Williams Chloe Dygert Kristen Faulkner    | 4' 04.306" | 58.942            |
|          | Nueva Zelanda  | Ally Wollaston Bryony Botha Emily Shearman Nicole Shields       | 4' 04.927" | 58.793            |
|          | Reino Unido    | Elinor Barker Josie Knight Anna Morris Jessica Roberts          | 4' 06.382" | 58.446            |
| 4.º      | Italia         | Elisa Balsamo Chiara Consonni Martina Fidanza Vittoria Guazzini | 4' 08.961" | 57.840            |
| 5.º      | Francia        | Clara Copponi Valentine Fortin Marion Borras Marie le Net       | 4' 06.987" | 58.303            |
| 6.º      | Alemania       | Franziska Brauße Lisa Klein Mieke Kröger Lena Reißner           | 4' 08.349" | 57.983            |
| 7.º      | Australia      | Alexandra Manly Sophie Edwards Chloe Moran Maeve Plouffe        | 4' 11.548" | 57.246            |
| 8.º      | Canadá         | Maggie Coles-Lyster Sarah van Dam Erin Attwell Ariane Bonhomme  | 4' 12.097" | 57.121            |